# Thrikkadavoor
Thrikkadavoor es una ciudad censal situada en el distrito de Kollam en el estado de Kerala (India). Su población es de 39285 habitantes (2011). Se encuentra a 4 km de Kollam y a 69 km de Trivandrum.

## Demografía
Según el censo de 2011 la población de Thrikkadavoor era de 39285 habitantes, de los cuales 19005 eran hombres y 20280 eran mujeres. Thrikkadavoor tiene una tasa media de alfabetización del 94,58%, superior a la media estatal del 94%: la alfabetización masculina es del 96,32%, y la alfabetización femenina del 92,98%.